# Hauptkinderheim

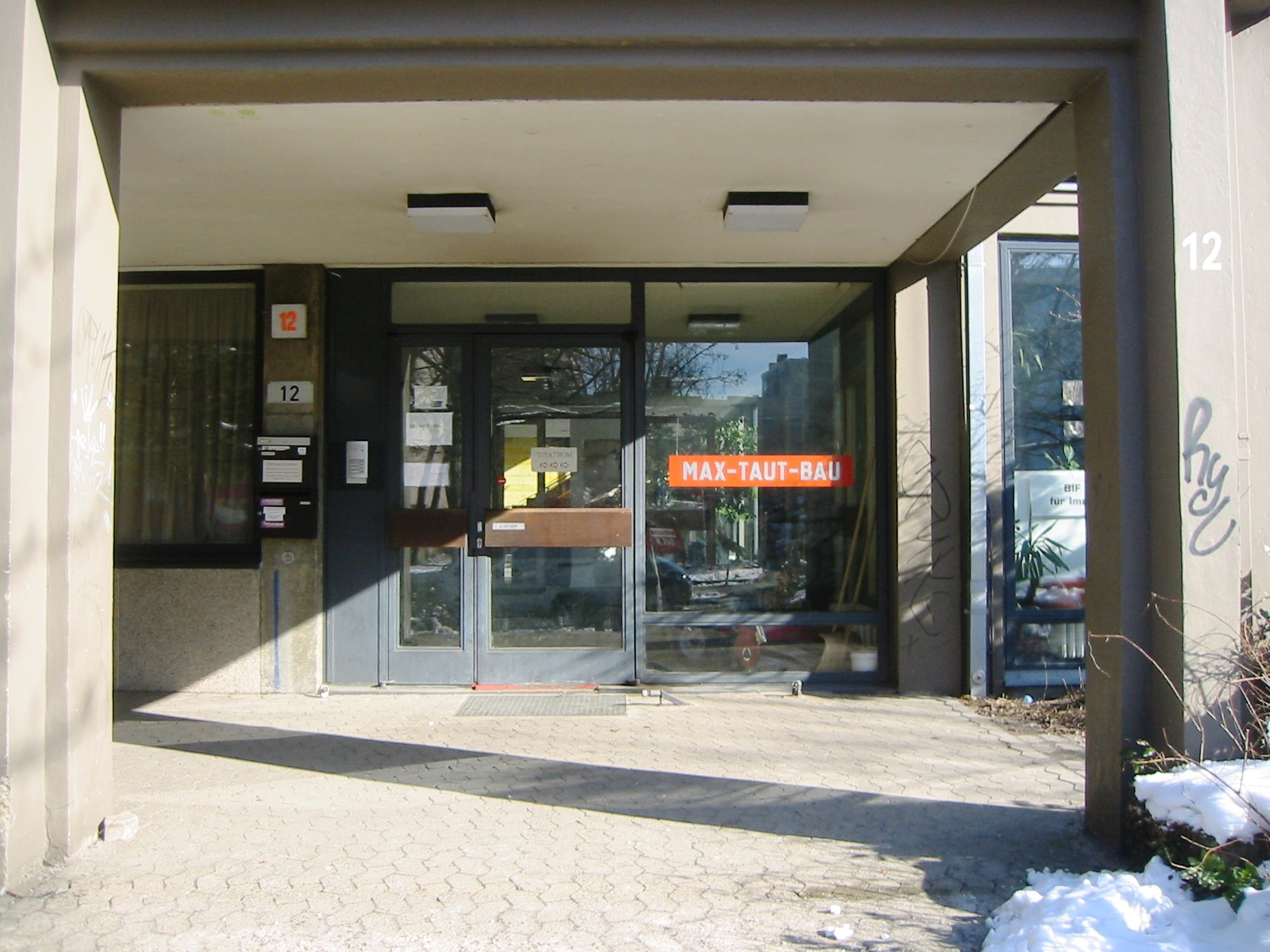
Haupteingang des ehemaligen Hauptkinderheims in Berlin-Kreuzberg

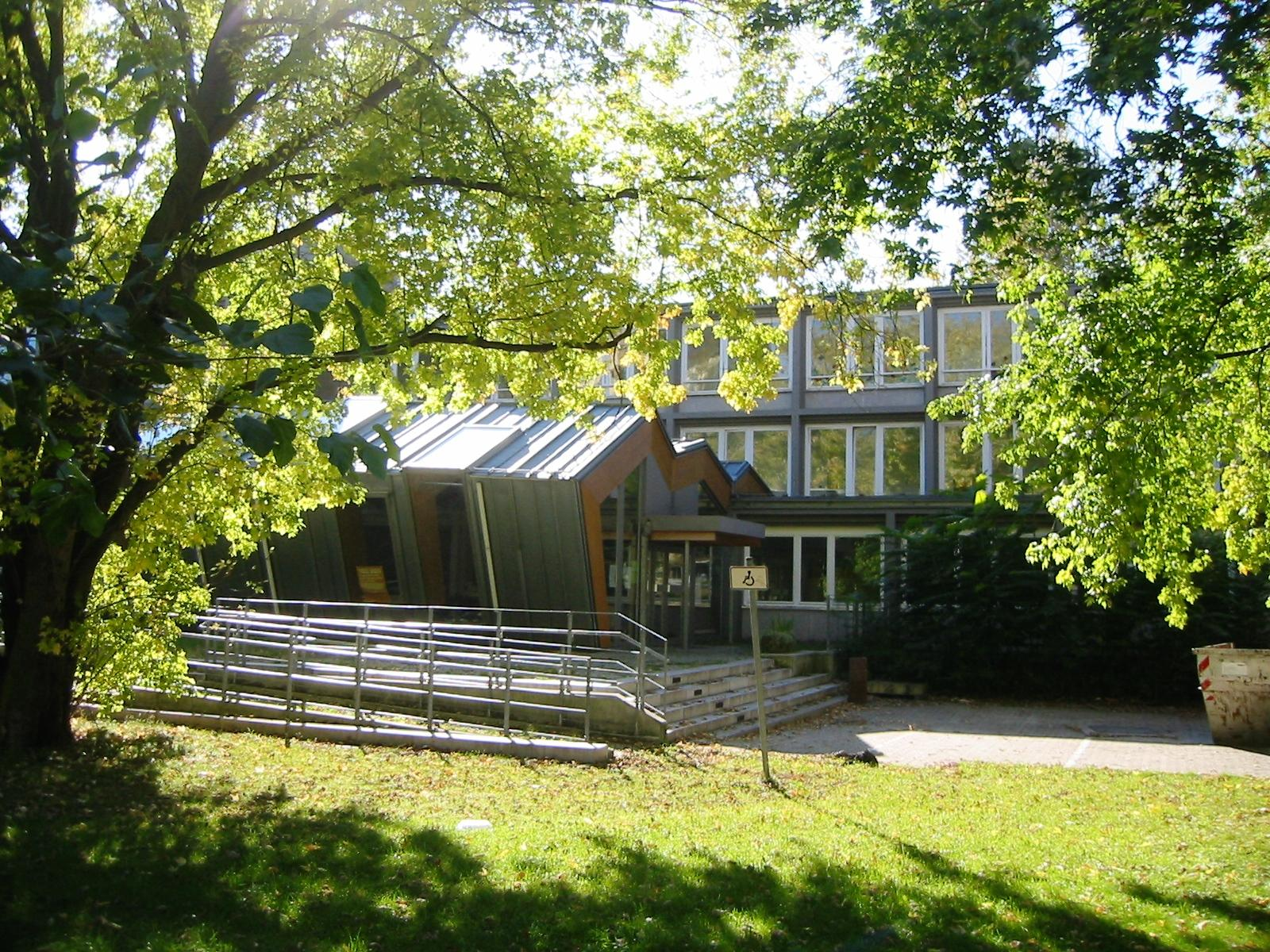
Ehemaliges Hauptkinderheim in der Ritterstraße mit dem neueren Anbau des Speisesaals

Das Hauptkinderheim ist ein denkmalgeschütztes Bauwerk von Max Taut in der Ritterstraße 69, Ecke Alte Jakobstraße 11–13, im Berliner Ortsteil Kreuzberg. Es besteht aus einem riegelförmigen Hauptgebäude entlang der Ritterstraße, dem sich ein Garten mit fünf Pavillons anschließt.

## Geschichte und Funktion des Gebäudes
Das Hauptkinderheim war das letzte große Projekt, dessen Ausführung Max Taut im Zuge eines Wettbewerbes 1963 gewann. Nach dem Tod Tauts 1967 wurden die Planungen für das Gebäude von Fritz Bornemann weitergeführt, sodass das Heim 1969 eröffnet werden konnte. Der Garten wurde von dem Landschaftsarchitekten Hermann Mattern gestaltet. Nach Unruhen wurde das Kinderheim bereits 1974 wieder geschlossen. Der Gebäudekomplex wurde in der Folgezeit von mehreren unterschiedlichen sozialen Einrichtungen genutzt. 2005 wurde das Gebäude von der Architektengruppe Mohr und Winterer Gesellschaft von Architekten mbH und den feddersenarchitekten umgebaut. Bis 2007 werden 16 Millionen Euro verbaut. Anschließend zog die Freie Waldorfschule Kreuzberg e. V. in das Gebäude ein, eine 1985 gegründete, allgemeinbildende, öffentliche Gesamtschule in privater Trägerschaft. In unmittelbarer Nachbarschaft des Gebäudekomplexes von Max Taut errichtete die Waldorfschule Kreuzberg 1989 bis 1999 einen Neubau nach Entwürfen des Architekten Christian Michael Küssner. Im Zuge der Sanierung wurde die Schule um einen zweiten Zug sowie einen Speisesaal ergänzt. Gleichzeitig erfolgte eine Einsparung an Primärenergie in Höhe von 272 MWh, was einer Reduktion des CO2-Ausstosses um 55 Prozent entspricht.
Im Gebäudekomplex des ehemaligen Hauptkinderheims ist seit 1984 auch das türkischsprachige Theater Tiyatrom angesiedelt.